# Hsu Kai-lun
Hsu Kai-lun ist ein taiwanischer Poolbillardspieler.

## Karriere
2011 erreichte Hsu Kai-lun das Finale der China Open, verlor dieses jedoch gegen Chris Melling. Bei der 9-Ball-Weltmeisterschaft 2011 schied er in der Runde der letzten 64 gegen Karlo Dalmatin aus.
2012 erreichte er das Sechzehntelfinale und verlor dieses gegen Dennis Orcollo. Bei den China Open kam er 2012 lediglich auf den 17. Platz, 2013 wurde er Fünfter.
Bei der 9-Ball-WM 2013 erreichte Hsu das Achtelfinale und unterlag dort dem Niederländer Nick van den Berg. 2014 schied er im Sechzehntelfinale mit 10:11 gegen Wu Jiaqing aus.
Gemeinsam mit Chang Yu-lung vertrat Hsu Taiwan beim World Cup of Pool 2014, bei dem sie jedoch in der ersten Runde ausschieden.
Mit der taiwanischen Mannschaft erreichte er das Viertelfinale der Team-WM 2014.